# João Baptista Lavanha
João Baptista Lavanha oder Juan Bautista Labaña (* etwa 1550 in Lissabon; † 31. Januar 1624 in Madrid) war ein portugiesischer Mathematiker und Kosmograph.

## Leben und Leistungen
Über die ersten Jahre von Lavanhas Leben ist wenig bekannt. Er soll jüdischer Abstammung gewesen und zum christlichen Glauben konvertiert sein. Lange stand er in den Diensten der spanischen Könige Philipp II. und Philipp III. Im Jahre 1583 wurde er Professor in Madrid. Hier war einer seiner Schüler der Kartograph Pedro Teixeira Albernaz (1595–1662), mit dem Lavanha auch später mehrfach zusammenarbeitete. Er verfertigte mehrere topographische Karten – etwa eine für das Königreich Aragon – und entwarf ein Instrument zur Winkelmessung.
Daneben war Lavanha von 1587 an für etwa zehn Jahre in Lissabon verantwortlich für den Unterricht von Seeleuten und Lotsen im Fach Mathematik. In dieser Zeit beaufsichtigte Lavanha auch die korrekte Anfertigung von Seekarten und von in der Seefahrt nützlichen Instrumenten wie Astrolabien, Kompassen und Quadranten.
Im Jahre 1591 wurde João Baptista Lavanha zum Ritter des portugiesischen Christusordens ernannt.

## Schriften
João Baptista Lavanha war Autor beziehungsweise Koautor von etwa einem halben Dutzend wissenschaftlicher Publikationen. Als sein Hauptwerk gilt das 1595 erschienene Regimento nautico, in dem er die mathematischen Methoden zur Bestimmung von geographischen Breiten darstellte und auch Tabellen der Sonnendeklination lieferte. Daneben verfasste er zusammen mit den Historikern João de Barros (1496–1570), Diogo de Couto (ca. 1542–1616) und Manuel Severim de Faria (1584–1655) einen Reisebericht über portugiesische Entdeckungen in Asien.